# دیوید استریکلند
دیوید استریکلند (انگلیسی: David Strickland؛ ۱۴ اکتبر ۱۹۶۹ – ۲۲ مارس ۱۹۹۹) یک هنرپیشه اهل ایالات متحده آمریکا بود.